# Bobby Goldthorpe
Robert James Goldthorpe (sinh ngày 6 tháng 12 năm 1950) là một trung vệ bóng đá người Anh đã giải nghệ, thi đấu tại Football League cho Charlton Athletic, Brentford, Aldershot và Crystal Palace.

## Đời tư
Trong thời gian thi đấu với Hayes năm 1977 và 1978, Goldthorpe sinh sống ở Upper Norwood và là đại diện cho một công ty bảo hiểm.

## Sự nghiệp thi đấu
| Câu lạc bộ       | Mùa giải       | Giải vô địch    | Giải vô địch | Giải vô địch | Cúp FA | Cúp FA | Cúp Liên đoàn | Cúp Liên đoàn | Tổng | Tổng |
| Câu lạc bộ       | Mùa giải       | Hạng đấu        | Trận         | Bàn          | Trận   | Bàn    | Trận          | Bàn           | Trận | Bàn  |
| ---------------- | -------------- | --------------- | ------------ | ------------ | ------ | ------ | ------------- | ------------- | ---- | ---- |
| Crystal Palace   | 1971–72        | First Division  | 1            | 0            | 0      | 0      | 0             | 0             | 1    | 0    |
| Aldershot (mượn) | 1975–76        | Third Division  | 16           | 0            | —      | —      | —             | —             | 16   | 0    |
| Brentford        | 1976–77        | Fourth Division | 19           | 2            | 2      | 0      | 2             | 0             | 23   | 0    |
| Tổng sự nghiệp   | Tổng sự nghiệp | Tổng sự nghiệp  | 36           | 2            | 2      | 0      | 2             | 0             | 40   | 0    |